# Spöck (Stutensee)
Spöck ist ein Dorf nördlich von Karlsruhe. Es bildet seit dem 1. Januar 1975 zusammen mit den drei Nachbarorten Blankenloch, Friedrichstal und Staffort die Gemeinde Stutensee, welche seit 1. Januar 1998 eine Große Kreisstadt ist.

## Geschichte
Spöck wurde am 19. Juni 865 erstmals urkundlich als Speccaa erwähnt und gehörte zu der Zeit zum Bistum Speyer. Seit der ersten Erwähnung hat der Ort mehrmals den Namen geändert: „Spaha“, „Speki“ und „Spechaa“ hieß der Ort seitdem, germanisch so viel wie „Damm aus Weiden- und Rutengeflecht“. An den letzten dieser Namen erinnert die anlässlich der Gemeindereform 1975 in Spechaa-Straße umbenannte ehemalige Hauptstraße. 1239 lag die Obrigkeit bei der Markgrafschaft Baden, schon 1243 wird in Spöck erstmals eine Kirche erwähnt. Vom 15. Jahrhundert an war Spöck mit Staffort in einem Amt verbunden; die Reformation wurde 1556 von Karl II. von Baden-Durlach eingeführt. Im Dreißigjährigen Krieg wurde auch die Bevölkerung von Spöck drastisch reduziert; dies war auch ein Grund für die Markgrafschaft, bei der Gründung von Friedrichstal einen Teil der Gemarkung den dortigen Neubürgern zu übertragen.
Von 1891 bis 1922 verband das Lobberle, die dampfbetriebene Schmalspurbahn, Durmersheim, Karlsruhe, Hagsfeld, Büchig, Blankenloch, Schloss Stutensee, Staffort und Friedrichstal mit Spöck. Heute ist Spöck mit einer Stadtbahn-Haltestelle am Karlsruher Verkehrsverbund angeschlossen.
Im Jahr 2015 feierte der Ortsteil seinen 1150. Geburtstag mit zahlreichen Veranstaltungen und Aktionen.
Am 1. Januar 1975 kam Spöck zur neuen Gemeinde Stutensee.

## Bauwerke
Sehenswürdigkeiten sind das Kriegerdenkmal aus dem Deutsch-Französischen Krieg 1870/71 sowie der Dorfplatz mit Brunnen und Ortsdenkmal.

## Wirtschaft
Hauptwirtschaftszweige sind Spargelanbau und Einzelhandel. Seit einigen Jahren haben sich auch einige Betriebe aus dem Bereich der Elektronik angesiedelt (z. B. MSC).

## Verkehrsanbindung
Seit dem 24. Juni 2006 ist Spöck durch die Stadtbahnlinie S2 an die Stadtbahn Karlsruhe angebunden. Die Neubaustrecke folgt dabei nur zum Teil dem Beispiel der einstigen Karlsruher Lokalbahn. Der Verlauf der Strecke führt von Spöck über Friedrichstal, Blankenloch, Büchig und Hagsfeld nach Karlsruhe. Von hier fährt die S2 weiter nach Rheinstetten über Forchheim.
Daneben gibt es noch eine Buslinie, die Spöck täglich im Halbstundentakt mit Bruchsal verbindet. Die Buslinie ist auf die Fahrzeiten der Stadtbahn abgestimmt.

## Menschen aus Spöck
- In Spöck und Staffort wirkte Mitte des 19. Jahrhunderts der evangelische Theologe Aloys Henhöfer als Pfarrer sowie im 20. Jahrhundert Georg Urban als Dekan des Kirchenbezirks.[3]
- Bekannte Söhne des Ortes sind  Richard Hecht (1925–1999), Bürgermeister in Spöck und Stutensee (1958–1991), sowie Steffen Fetzner, der 1989 in Dortmund Tischtennisweltmeister im Doppel mit Jörg Roßkopf wurde.